# Cantone di Lanouaille
Il Cantone di Lanouaille era una divisione amministrativa dell'arrondissement di Nontron.
A seguito della riforma approvata con decreto del 21 febbraio 2014, che ha avuto attuazione dopo le elezioni dipartimentali del 2015, è stato soppresso.

## Composizione
Comprendeva i comuni di:
- Angoisse
- Dussac
- Lanouaille
- Nanthiat
- Payzac
- Saint-Cyr-les-Champagnes
- Saint-Sulpice-d'Excideuil
- Sarlande
- Sarrazac
- Savignac-Lédrier